# ムルハーン千栄子
ムルハーン千栄子（Mulhern ちえこ、1933年 - ）は、日本生まれで長く米国で教えた日本文学・比較文学者。

## 経歴
旧姓・入江。千栄子・入江・ムルハーンを名乗ることもある。大阪出身。長府高等女学校から豊浦東高等学校（現・田部高等学校）卒業。同校弁論部では赤江瀑と一緒だった。青山学院大学英文科を休学し、1959年米国に渡りニューヨーク市立大学英文科卒、73年「幸田露伴」でコロンビア大学博士。コロンビア大学講師、プリンストン大学日本語学科主任をへてイリノイ大学準教授、教授、94年帰国し福岡女学院大学教授、2004年退職。現代日本文学の翻訳・普及事業選定委員（2005年度）。
室津紫乃の筆名で小説を書いたこともある。北方謙三の『水滸伝』のファンで、対談や解説もおこなっている。

## 著書
- Kōda Rohan  Chieko Irie Mulhern　Boston : Twayne Publishers, c1977.
- Japanese TV Drama by, for, and about Women. Women in International Development, Michigan State University, 1985.
- 『葵水晶』（室津紫乃）サンリオ・ニューロマンス、1985
- 『女と男の国境線』中央公論社　1989
- 『ライブ・アメリカ 街角の対日感覚』中央公論社　1992
- 『おんな教授アメリカ33年』文芸春秋　1993
- 『妻たちのホワイトハウス 愛して泣いて闘った夫婦の列伝』集英社　1999

### 編纂
- Heroic with Grace : Legendary Women of Japan Armonk, N.Y. : M.E. Sharpe, c1991.
- Japanese Women Writers : a Bio-Critical Sourcebook Westport, Conn. : Greenwood Press, 1994.

### 翻訳
- Pagoda ; Skull ; &, Samurai : 3 stories（幸田露伴「五重塔」「対髑髏」「ひげ男」）C.E. Tuttle,c1985.
- Shoshaman: A Tale of Corporate Japan 新井伸也 1991
- Japan's First Newspaperwoman Hani Motoko; Stories of My Life（羽仁もと子『半生を語る』）

## 注
1. ↑  青春譜］田部高校（上）改革で統合、共学に「読売新聞」西部、2004年6月22日朝刊。

## 参考
- 「あやかり対談60分 ムルハーン千栄子さん(比較文学者・元イリノイ大学教授) 在米三五年の生活で身についた複眼的な考え方を日本人に伝えたい」福西七重『月刊総務』2003-08